# Candidatura
La candidatura è la proposta o disponibilità di una persona ad occupare una determinata carica tramite nomina o elezione, o a vedersi assegnato un qualche status o riconoscimento, come ad esempio un posto di lavoro o un premio. La candidatura può essere avanzata dal soggetto stesso (autocandidatura) oppure da altri. 
Il soggetto della candidatura è detto candidato, cioè chi aspira a quella carica presentandosi ad una competizione elettorale, oppure ad un concorso o ad un esame.

## Etimologia
Il termine deriva dal latino candidatus, vale a dire "colui che indossa una toga candida": ai tempi della Roma antica, infatti, coloro i quali si presentavano alle elezioni dovevano indossare una toga bianca per distinguersi. A sua volta, inoltre, "candido" significa "bianco", "puro"; si presupponeva infatti che il candidato fosse puro, cioè al di sopra di ogni sospetto.

## Tipologia
Il termine inglese nomination (che ha lo stesso significato di "candidatura") viene spesso usato in italiano, nel linguaggio mediatico, per indicare la candidatura ad alcuni premi, soprattutto internazionali, come il Premio Oscar. Ci si riferisce in questo caso a un processo di premiazione in cui una giuria o un altro ente con funzione di valutazione seleziona preventivamente un numero ristretto di possibili vincitori, detti appunto, per calco dall'inglese, "nominati". Il fatto di aver ricevuto una nomination a un premio prestigioso, di conseguenza, implica il riconoscimento di un merito e può essere già considerato un fatto di rilievo nella carriera del candidato o della candidata, a prescindere dall'esito finale della premiazione. Le nomination più conosciute sono quelle assegnate dai premi cinematografici e dai numerosi premi del mondo della cultura (letterari, artistici, ecc.) e dello spettacolo (musicali, televisivi, ecc.), come ad esempio il Premio Oscar, il Grammy Award, il premio David di Donatello, i premi BAFTA, il Telegatto, ecc.
Dal 2000, anno della prima edizione italiana del programma TV Grande Fratello, il termine nomination ha assunto un ulteriore significato, con accezione negativa, nell'ambito dei reality show; in questo caso si tratta infatti di una candidatura all'eliminazione dal gioco, in genere decisa da una votazione fra gli avversari. In questo contesto, la parola nomination indica l'atto con cui i giocatori scelgono l'avversario da eliminare ("fare le nomination").